# بيل تيري
بيل تيري هو لاعب هوكي الجليد كندي، ولد في 13 يوليو 1961 في تورونتو في كندا.

## وصلات خارجية
- بيل تيري على موقع دوري الهوكي الوطني (الإنجليزية)
- بيل تيري على موقع EliteProspects.com (الإنجليزية)
- بيل تيري على موقع HockeyDB.com (الإنجليزية)
- بيل تيري على موقع Hockey-Reference.com (الإنجليزية)